# Єфремов Василь Петрович
Василь Петрович Єфремов (13 січня 1906, Севастополь — 13 жовтня 1965) — голова міськвиконкому Севастполя в 1938—1946 роках, один з керівників оборони Севастополя 1941—1942 років.

## Біографія
Народився 13 січня 1906 року в Севастополі. Свою трудову життя почав з 11 років. Спочатку був учнем токаря, потім токарем на Морському заводі. У 1937 році трудящі Севастополя обирають його депутатом Верховної Ради СРСР, а в 1938-му — головою виконкому Севастопольської міської Ради депутатів трудящих.
Коли почалася радянсько-німецька війна був заступником голови Міського комітету оборони і начальником місцевої протиповітряної оборони (МППО). Вів велику роботу щодо забезпечення флоту і армії всім необхідним, по мобілізації трудівників міста на боротьбу з ворогом. Залишався в місті до останніх днів оборони і евакуювався па підводному човні 30 червня 1942 року.
У 1944 році, на другий день після відвоювання міста, повернувся до Севастополя і приступив до роботи в Міській раді. Багато зробив для відновлення міста.
Помер 13 жовтня 1965 року.

## Пам'ять
5 травня 1970 року колишня вулиця Курсантів в Гагарінському районі Севастополя перейменована у вулицю Єфремова. 
В листопаді 2006 року до 65-річчя початку оборони міста і 31-ї річниці утворення Гагарінського району було присвячене відкриття меморіального позначення вулиці Єфремова у сквері біля будинку № 8. На урочистій церемонії був присутній син Василя Петровича з онуками.  На гранітній анотаційній дошці, вправленій в брилу червоного мармуроподібного вапняку, російською мовою написано:

«Вулиця названа на честь голови міськвиконкому 1938—1946 р.р. заступника голови міського комітету оборони в період оборони Севастополя 1941—1942 р.р. Єфремова Василя Петровича»
Оригінальний текст (рос.)
«Улица названа в честь председателя горисполкома 1938—1946 г.г. заместителя председателя городского комитета обороны в период обороны Севастополя 1941—1942 г.г. Ефремова Василия Петровича»